# 羅東郡
羅東郡（らとうぐん）は、日本統治時代の台湾に存在した行政区画の一つであり、台北州に属した。

## 概要
羅東街、五結庄、三星庄、冬山庄、蕃地の1街3庄1蕃地を管轄し、郡役所は羅東街に置かれた。郡域は現在の宜蘭県羅東鎮、五結郷、三星郷、冬山郷、大同郷に当たる。
1945年3月に重慶国民政府が策定した台湾接管計画綱要地方政制により郡域を羅東県とする案があったが、政制の廃止により計画は消滅した。

## 歴代首長

### 郡守
- 木浦角太郎[1]
- 横山利助[2]
- 棈松熾[3]：1930年4月[4] -
- 菱沼宇平[5]
- 梅谷修三[6]：1932年3月[7] -
- 小野田快雄[8]：1934年9月[9][10] -
- 数山英一[11]：1936年10月[12] -
- 丸木末次郎[13]
- 本田武二[14]
- 大串孫作[15]